# 錢鏞
錢鏞（1452年—？），字用聲，浙江杭州府仁和縣人，民籍，明朝政治人物。進士出身。

## 生平
早年出身縣學生，浙江鄉試第十名。成化十四年（1478年）戊戌科會試第三百三十九名，殿試登進士第三甲第四十六名。授中书舍人，累升刑部郎中，弘治七年（1494年），官廣東韶州府知府。十二年正月考察以不謹冠带闲住。

## 家族
曾祖父錢華。祖父錢貴。父亲錢敬。母徐氏。具慶下。兄鎡。弟鑒。聘李氏。